# Dihalogenmethane
Die Dihalogenmethane sind organische Verbindungen, in denen im Methan zwei Wasserstoffatome durch Halogene ersetzt sind. Dihalogenmethane zählen zu den Halogenalkanen bzw. zur Untergruppe der Halogenmethane.

## Vertreter
| Strukturformel |               |               |              |             |
| Name           | Difluormethan | Dichlormethan | Dibrommethan | Diiodmethan |
| Schmelzpunkt   | −136 °C       | −97 °C        | −52 °C       | 6 °C        |
| Siedepunkt     | −51,7 °C      | 40 °C         | 97 °C        | Zersetzung  |
| Kalottenmodell |               |               |              |             |

Es sind von allen Halogenen die korrespondierenden Dihalogenmethane bekannt: Difluormethan, Dichlormethan, Dibrommethan, Diiodmethan.
Daneben gibt es sechs Dihalogenmethane des Typs CH2XY, wobei X und Y verschiedene Halogene sind:
- Bromchlormethan
- Bromfluormethan
- Bromiodmethan
- Chlorfluormethan
- Chloriodmethan
- Fluoriodmethan